# Eois chasca
Eois chasca là một loài bướm đêm trong họ Geometridae.